# Yasna Provoste

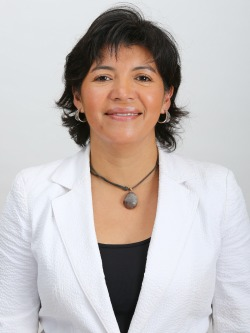
Yasna Provoste, 2014

Yasna Provoste Campillay (* 16. Dezember 1969 in Vallenar) ist eine chilenische Politikerin. Sie war 2004 bis 2006 Planungsministerin im Kabinett von Präsident Ricardo Lagos und von 2006 bis zu ihrer Amtsenthebung 2008 Bildungsministerin im Kabinett von Präsidentin Michelle Bachelet. Seit 2018 vertritt sie die Región de Atacama im Senat von Chile. Aktuell ist sie Kandidatin der Partido Demócrata Cristiano bei der Präsidentschaftswahl in Chile 2021.

## Familie und Ausbildung
Provostes Eltern sind Carlos Provoste Arcos und Nelly de los Santos Campillay Álvarez. Sie ist verheiratet und hat zwei Kinder.
Ihre Schullaufbahn begann sie an der Escuela No 2 in ihrer Geburtsstadt Vallenar, danach wechselte sie auf das Liceo San Francisco im gleichen Ort. Schließlich besuchte sie das Mädcheninternat Internado Nacional Femenino in der Hauptstadt Santiago. Zwischen 1987 und 1991 studierte sie Sportwissenschaft an der Universidad de Playa Ancha de Ciencias de la Educación. Es folgten ein Magisterstudium in Bildungsverwaltung und ein Diplom für Dezentralisierung und Kommunalverwaltung, letzteres an der Päpstlichen Universität Xaveriana.
Provoste engagierte sich während ihrer Schulzeit in der Schülervertretung und an der Universität in der Studentenvertretung. Sie war stellvertretende Vorsitzende des chilenischen Netzwerks für Sportstudenten.

## Politische Laufbahn
Während ihres Studiums trat Provoste der PDC bei. Von 1996 bis 1997 war sie Regionaldirektorin des Nationalen Frauendienstes in der Región de Atacama. Präsident Eduardo Frei Ruiz-Tagle ernannte sie 1997 zur Gouverneurin der Provinz Huasco, was sie bis 2001 blieb. Freis Nachfolger Ricardo Lagos ernannte sie im Dezember 2001 zur Intendantin der Región de Atacama.
Am 1. Oktober 2004 wurde sie Ministerin für Planung und Zusammenarbeit im Kabinett von Präsident Lagos. Mit dem Ende der Legislaturperiode am 11. März 2006 schied sie aus der Regierung aus und übernahm für wenige Monate den Direktorenposten einer Stiftung.

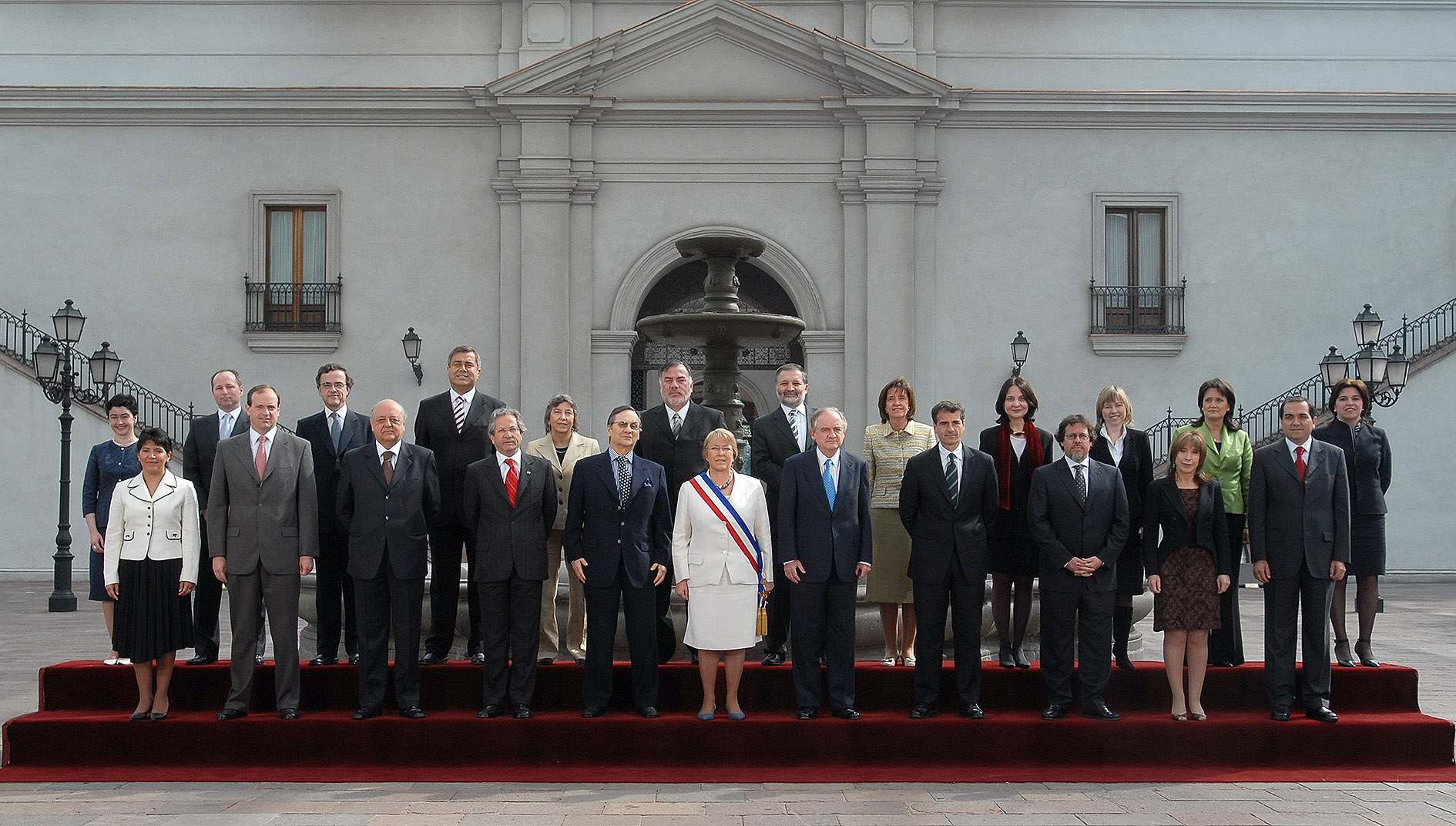
Provoste (vordere Reihe, links) zusammen mit dem ersten Kabinett Bachelets, 2007

Am 14. Juli 2006 ernannte Präsidentin Michelle Bachelet Provoste zur neuen Bildungsministerin, nachdem es zu Beginn von Bachelets Präsidentschaft   landesweit zu Schüler- und Studentenprotesten gekommen war. Dabei kam es zu hunderten Festnahmen, bei denen die Polizei sehr rabiat vorging. Der vorherige Bildungsminister Martín Zilic zeigte wenig Verständnis für die Anliegen der Demonstranten und sorgte mit hochmütigen Äußerungen für Kritik. Bachelet sah sich gezwungen, einige Kabinettsumbildungen vorzunehmen, bei denen neben dem Innen- und dem Wirtschaftsminister auch Zilic gehen musste und infolgedessen Provoste das Amt übernahm.
Im März 2008 wurde bekannt, dass es zu Unregelmäßigkeiten bei der Verteilung von Unterstützungsgeldern des Bildungsministeriums an Privatschulen gekommen war. So sollen zwischen 2004 und 2008 etwa 600 Millionen US-Dollar nicht korrekt verbucht und verteilt worden sein. Aus diesem Grund wurde Provoste von der Abgeordnetenkammer am 3. April 2008 von ihrem Amt suspendiert. Gleichzeitig wurde ein Amtsenthebungsverfahren gestartet, infolge dessen sie am 16. April 2008 mit 20 zu 18 Stimmen im Senat ihres Amtes enthoben wurde. Gleichzeitig wurde sie für fünf Jahre von allen öffentlichen Ämtern gesperrt. Sie wurde damit zur ersten Person, die nach der Verfassung von 1980 ihres Amtes enthoben wurde. Ihre Nachfolgerin wurde Monica Jimenez. Kurze Zeit später erhielt sie den Funktionärsposten der secretaria ejecutiva innerhalb des Regierungsbündnisses Concertación. 2010 wurde sie zur Vorsitzenden der PDC in der Región de Atacama gewählt.
Nach ihrer Sperre trat sie bei der Parlamentswahl 2013 für die PDC als Kandidatin für das chilenische Abgeordnetenhaus an. Sie trat im 6. Wahlbezirk an, zu dem auch ihre Heimatstadt Vallenar zählte, und wurde neben Alberto Robles Pantoja (PRSD) in die Parlamentskammer gewählt. Bei der folgenden Parlamentswahl 2017 kandidierte sie für den chilenischen Senat. Sie konnte einen der beiden Sitze erobern, der andere ging an Rafael Prohens (RN). Ihre Amtszeit begann 2018 und dauert bis 2026. Nachdem Adriana Muñoz im März 2021 von ihrem Posten als Senatspräsidentin zurückgetreten war, wurde Provoste zu ihrer Nachfolgerin gewählt. Sie ist erst die dritte Frau, die dieses Amt bekleidet.
Im Zuge ihrer Wahl zur Senatspräsidentin stiegen auch ihre Zustimmungswerte an. So wurde sie als Kandidatin der Mitte-Links-Koalition Unidad Constituyente für die Präsidentschaftswahl in Chile 2021 gehandelt. Deren Kandidatin sollte eigentlich Paula Narváez von der Partido Socialista werden. Diese lang jedoch in den Umfragen weit abgeschlagen hinter den Kandidaten der linken Koalition Apruebo Dignidad, Gabriel Boric, und der rechten Koalition Chile Vamos, Sebastián Sichel, zurück. Daraufhin erklärte Provoste am 23. Juli 2021, kurz nach den Vorwahlen in den beiden anderen Koalitionen, dass sie ebenfalls Kandidatin bei der Präsidentschaftswahl sein wolle. Gemeinsam mit Narváez und Carlos Maldonado, dem Kandidaten der Partido Radical einigte man sich, ebenfalls eine Vorwahl innerhalb der Koalition Unidad Constituyente durchzuführen, um sich auf einen gemeinsamen Kandidaten einigen zu können. Diese soll am 21. August 2021 stattfinden. Aktuell liegt Provoste in den Umfragen deutlich vor ihren koalitionsinternen Kontrahenten.